# ستون‌پایه مخابراتی

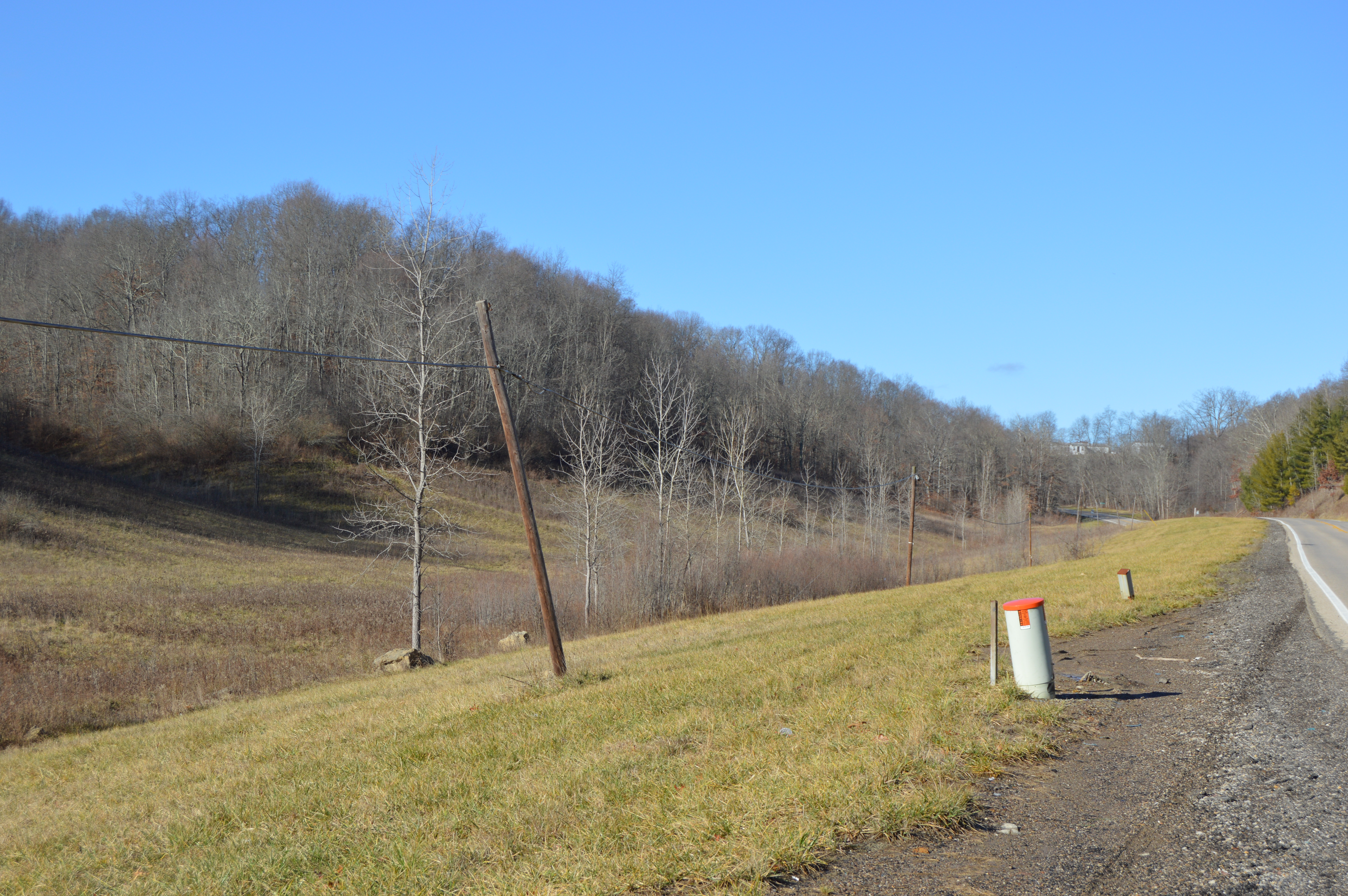
دو ستون‌پایه (جعبه‌های خاکستری روشن با کلاهک نارنجی) در کنار جاده ای در آمریکا

ستون‌پایه مخابراتی (به انگلیسی: telecommunications pedestal) یک محفظه در سطح‌زمین برای یک نقطه اتصال غیرفعال برای کابل‌های زیرزمینی است. فن‌وَرزان نیاز به دسترسی به نقاط اتصال دارند. قرار دادن چنین نقطه ای در زیرزمین (مثلاً درآهون خدمات همگانی) گران است، بنابراین ستون‌پایه‌ها زمانی ترجیح داده می‌شوند که انتخاب قابل‌قبولی باشند. ستون‌پایه‌ها برای تلویزیون کابلی (در چنین شرایطی به عنوان جعبه کابل شناخته می‌شوند)، تلفن، شبکه‌های نوری غیرفعال و سایر سامانه‌های مخابراتی استفاده می‌شوند.
ستون‌پایه معمولاً یک محفظه ورق فلزی یا پلاستیکی است که یک بلوک پایانش غیرفعال را در بر می‌گیرد. این ستون‌پایه معمولاً حدود ۳ فوت ارتفاع دارد و قطر آن کمتر از یک پا است و دارای مقطع دایره ای، مستطیلی، بیضی یا «مستطیل گِردگوشه» است. ستون‌پایه یا دارای پانل دسترسی یا محفظه قابل جابجایی است. یک، دو، سه یا (گاهی) بیشتر کابل‌های توزیع زیرزمینی از زمین به پایین ستون‌پایه بلند می‌شوند و مدارهای جداگانه از کابل‌ها به بلوک پایانش (به انگلیسی: termination block) منتهی می‌شوند. علاوه بر کابل‌های توزیع، ستون‌پایه ممکن است به یک یا چند کابل مشترک زیرزمینی منتهی شوده. کابل‌ها در صورت نیاز در بلوک پایانش به صورت متقاطع متصل می‌شوند.

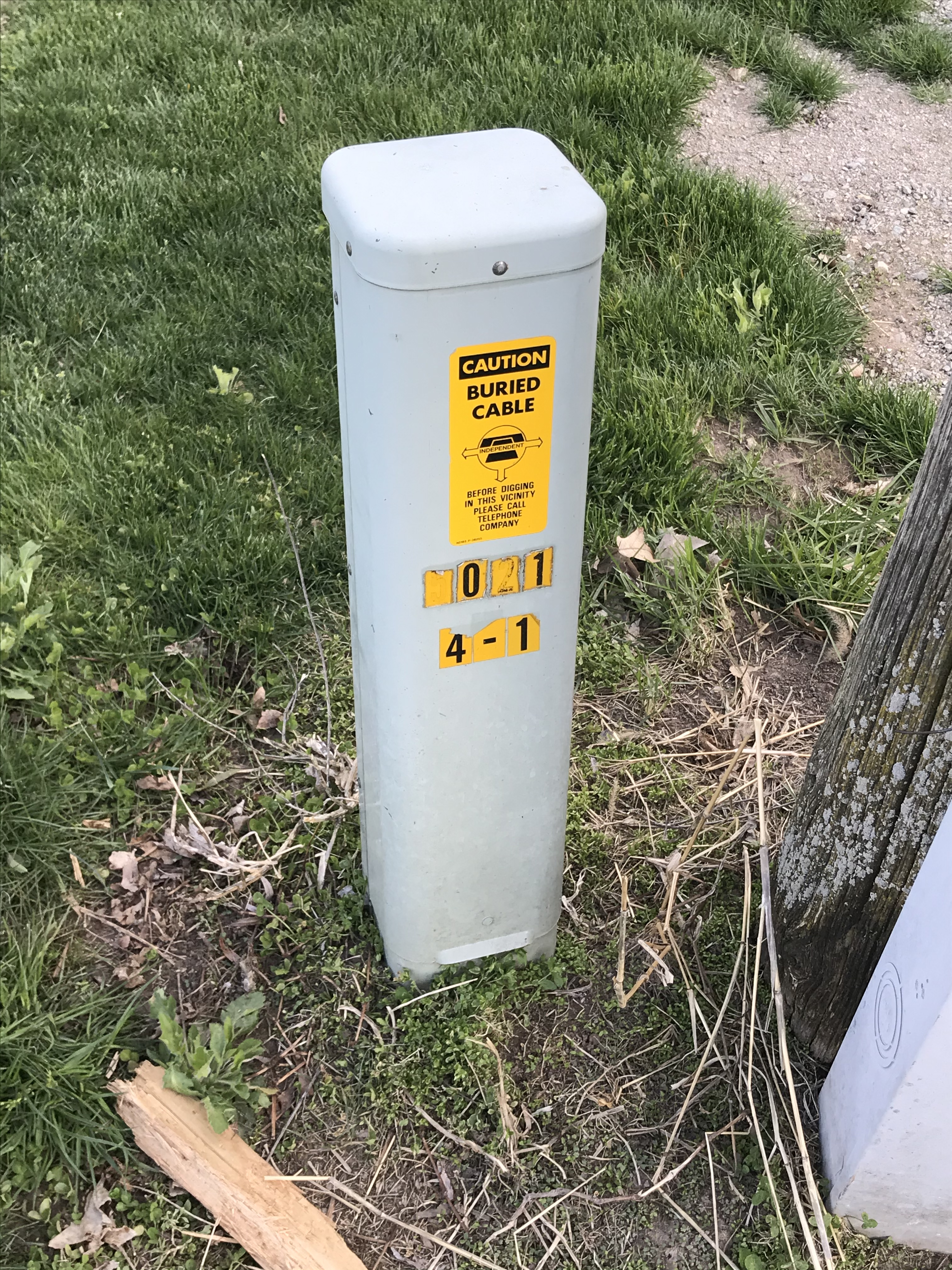
یک ستون‌پایه تلفن